# Zostera novazelandica
Zostera novazelandica är en bandtångsväxtart som beskrevs av William Albert Setchell. Zostera novazelandica ingår i släktet bandtångssläktet, och familjen bandtångsväxter. Inga underarter finns listade.